# US Open 2015 - Singolare maschile in carrozzina
Shingo Kunieda era il detentore del titolo che ha confermato contro Stéphane Houdet con il punteggio 6(4)–7, 6–3, 6–2.

## Teste di serie
1. Shingo Kunieda (Campione)
2. Nicolas Peifer (semifinale)

## Tabellone

### Legenda
| - Q = Qualificato - WC = Wild card - LL = Lucky loser | - ALT = Alternate - SE = Special Exempt - PR = Protected Ranking | - w/o = Walkover - r = Ritirato - d = Squalificato |

|  | Quarti di finale | Quarti di finale  | Quarti di finale | Quarti di finale | Quarti di finale |  |  | Semifinali | Semifinali      | Semifinali      | Semifinali      | Semifinali |   |   | Finali | Finali         | Finali | Finali | Finali |  |
|  |                  |                   |                  |                  |                  |  |  |            |                 |                 |                 |            |   |   |        |                |        |        |        |  |
|  | 1                | Shingo Kunieda    | Shingo Kunieda   | 6                | 6                |  |  |            |                 |                 |                 |            |   |   |        |                |        |        |        |  |
|  |                  | Gordon Reid       | Gordon Reid      | 1                | 3                |  |  | 1          | Shingo Kunieda  | Shingo Kunieda  | 6               | 6          |   |   |        |                |        |        |        |  |
|  |                  | Maikel Scheffers  | Maikel Scheffers | 0                | 0                |  |  |            | Joachim Gérard  | Joachim Gérard  | 4               | 1          |   |   |        |                |        |        |        |  |
|  |                  | Joachim Gérard    | Joachim Gérard   | 6                | 6                |  |  |            |                 |                 |                 |            |   |   | 1      | Shingo Kunieda | 64     | 6      | 6      |  |
|  |                  | Stéphane Houdet   | 6                | 64               | 6                |  |  |            |                 |                 | Stéphane Houdet | 7          | 3 | 2 |        |                |        |        |        |  |
|  |                  | Gustavo Fernández | 1                | 7                | 2                |  |  |            | Stéphane Houdet | Stéphane Houdet | 7               | 6          |   |   |        |                |        |        |        |  |
|  | WC               | Michaël Jeremiasz | 3                | 7                | 4                |  |  | 2          | Nicolas Peifer  | Nicolas Peifer  | 65              | 2          |   |   |        |                |        |        |        |  |
|  | 2                | Nicolas Peifer    | 6                | 69               | 6                |  |  |            |                 |                 |                 |            |   |   |        |                |        |        |        |  |